# Ричленд-Сіті (Індіана)
Ричленд-Сіті (англ. Richland City) — місто (англ. town) в США, в окрузі Спенсер штату Індіана. Населення — 403 особи (2020).

## Географія
Ричленд-Сіті розташований за координатами 37°56′48″ пн. ш. 87°10′11″ зх. д. / 37.94667° пн. ш. 87.16972° зх. д. (37.946582, -87.169672).  За даними Бюро перепису населення США в 2010 році місто мало площу 1,33 км², з яких 1,33 км² — суходіл та 0,00 км² — водойми.

## Демографія
Згідно з переписом 2010 року, у місті мешкало 425 осіб у 170 домогосподарствах у складі 121 родини. Густота населення становила 319 осіб/км².  Було 194 помешкання (145/км²).
Расовий склад населення:
| - 98,6 % — білих - 0,5 % — корінних американців - 0,2 % — чорних або афроамериканців |

До двох чи більше рас належало 0,7 %. Частка іспаномовних становила 1,2 % від усіх жителів.
За віковим діапазоном населення розподілялося таким чином: 28,0 % — особи молодші 18 років, 60,0 % — особи у віці 18—64 років, 12,0 % — особи у віці 65 років та старші. Медіана віку мешканця становила 35,2 року. На 100 осіб жіночої статі у місті припадало 100,5 чоловіків;  на 100 жінок у віці від 18 років та старших — 92,5 чоловіків також старших 18 років.
Середній дохід на одне домашнє господарство  становив 53 947 доларів США (медіана — 50 938), а середній дохід на одну сім'ю — 62 163 долари (медіана — 56 000). За межею бідності перебувало 5,4 % осіб, у тому числі 0,7 % дітей у віці до 18 років та 11,1 % осіб у віці 65 років та старших.
Цивільне працевлаштоване населення становило 218 осіб. Основні галузі зайнятості: освіта, охорона здоров'я та соціальна допомога — 23,9 %, виробництво — 14,2 %, будівництво — 13,3 %.